# Björnsjön (Solleröns socken, Dalarna)
Björnsjön är en sjö i Mora kommun i Dalarna och ingår i Dalälvens huvudavrinningsområde. Sjön har en area på 0,273 kvadratkilometer och ligger 413,2 meter över havet. Sjön avvattnas av vattendraget Sundsjöbäcken.

## Delavrinningsområde
Björnsjön ingår i det delavrinningsområde (674568-142348) som SMHI kallar för Utloppet av Björnsjön. Medelhöjden är 448 meter över havet och ytan är 1,92 kvadratkilometer. Det finns inga avrinningsområden uppströms utan avrinningsområdet är högsta punkten. Sundsjöbäcken som avvattnar avrinningsområdet har biflödesordning 4, vilket innebär att vattnet flödar genom totalt 4 vattendrag innan det når havet efter 336 kilometer. Avrinningsområdet består mestadels av skog (79 procent). Avrinningsområdet har 0,27 kvadratkilometer vattenytor vilket ger det en sjöprocent på 13,9 procent.